# 2007 en hockey sur glace
Cette page présente les évènements de hockey sur glace de l'année 2007, que ce soit d'un point de vue rencontres internationales ou championnats nationaux. Les grandes dates des différentes compétitions sont données ainsi que les décès de personnalités du hockey mondial.

## Amérique du Nord

### Ligue Nationale de hockey
- 2 janvier : Les Red Wings de Détroit (LNH) honorent Steve Yzerman en retirant son maillot, le 19.
- 7 janvier : les Oilers d'Edmonton (LNH) enregistrent la 1 000e victoire de l'histoire de leur franchise en défaisant les Kings de Los Angeles 2-1 (P) au Staples Center à Los Angeles, en Californie.
- 20 janvier : les Kings de Los Angeles (LNH) honorent Luc Robitaille en retirant son maillot frappé du 20.
- 24 janvier : 55e Match des étoiles de la Ligue nationale de hockey à Dallas.
- 16 janvier :  Mark Recchi devient le 37e joueur de l'histoire de la LNH a marquer son 500e but.
- 29 janvier : les Canadiens de Montréal honorent Ken Dryden en retirant son maillot frappé du 29.
- 15 février : Joe Sakic inscrit son 600e but de carrière dans la  Ligue nationale de hockey.
- 2 mars : Sidney Crosby marque un but lors d'une défaite 3 à 2 contre les Hurricanes de la Caroline. Il s’agit de son 200e point depuis ses débuts et il devient le joueur le plus jeune de l'histoire de la LNH à inscrire 200 points et seulement le second joueur de moins de 20 ans à réaliser cette performance (le premier est Wayne Gretzky en 1980-1981).
- 31 mai : Sidney Crosby devient le plus jeune joueur de l'histoire de la LNH à être désigné capitaine de son équipe, les Penguins de Pittsburgh.
- 6 juin : les Ducks d'Anaheim remportent leur première Coupe Stanley en battant les Sénateurs d'Ottawa sur le score de 4 matchs à 1 en finale de la saison de LNH 2006-2007.
- 14 juin : Sidney Crosby devient le plus jeune joueur de l'histoire de la LNH à gagner les trophées Art-Ross et Lester-B.-Pearson.
- 29 septembre la 90e saison de la Ligue nationale de hockey débute avec un premier match à Londres entre les Kings de Los Angeles et les Ducks d'Anaheim.

### Ligue américaine de hockey
- 7 juin : les Bulldogs de Hamilton remportent leur première Coupe Calder en battant les Bears de Hershey sur le score de 4 matchs à 1 en finale de la saison de LAH 2006-2007.

### East Coast Hockey League
- Les Steelheads de l'Idaho remporte la Coupe Kelly.

### Ligue canadienne de hockey
- Les Maineiacs de Lewiston remportent la Coupe du président en battant en quatre rencontres les Foreurs de Val-d'Or.

- Les Whalers de Plymouth remportent la coupe J.-Ross-Robertson en battant en six rencontres les Wolves de Sudbury.

- Les Tigers de Medicine Hat remportent la Coupe Ed Chynoweth en battant en sept rencontres les Giants de Vancouver.

- Le 25 mai : les Giants de Vancouver, équipe hôte du tournoi, remportent la Coupe Memorial face aux Tigers de Medicine Hat par la marque de 3-1.

### Ligue nationale de hockey féminin (1999-2007)
- le Thunder de Brampton est champion de la LNHF.

## Europe

### France
- 2 janvier : Victoire de Grenoble sur Rouen en finale de la première édition de la coupe de la ligue sur le score de 2-1.
- 14 février : victoire d'Angers sur Épinal en finale de la coupe de France sur le score de 4-1.
- 28 mars : Grenoble remporte sa 5e Coupe Magnus en battant Morzine en finale sur le score de 3 manches à une.
- 8 septembre  : Match des Champions : l'équipe des Ducs d'Angers remporte  le trophée Jacques Lacarrière par une victoire 3 à 2 contre les Brûleurs de loups de Grenoble.

### Irlande
- Création de l'Irish Ice Hockey League.

### République tchèque

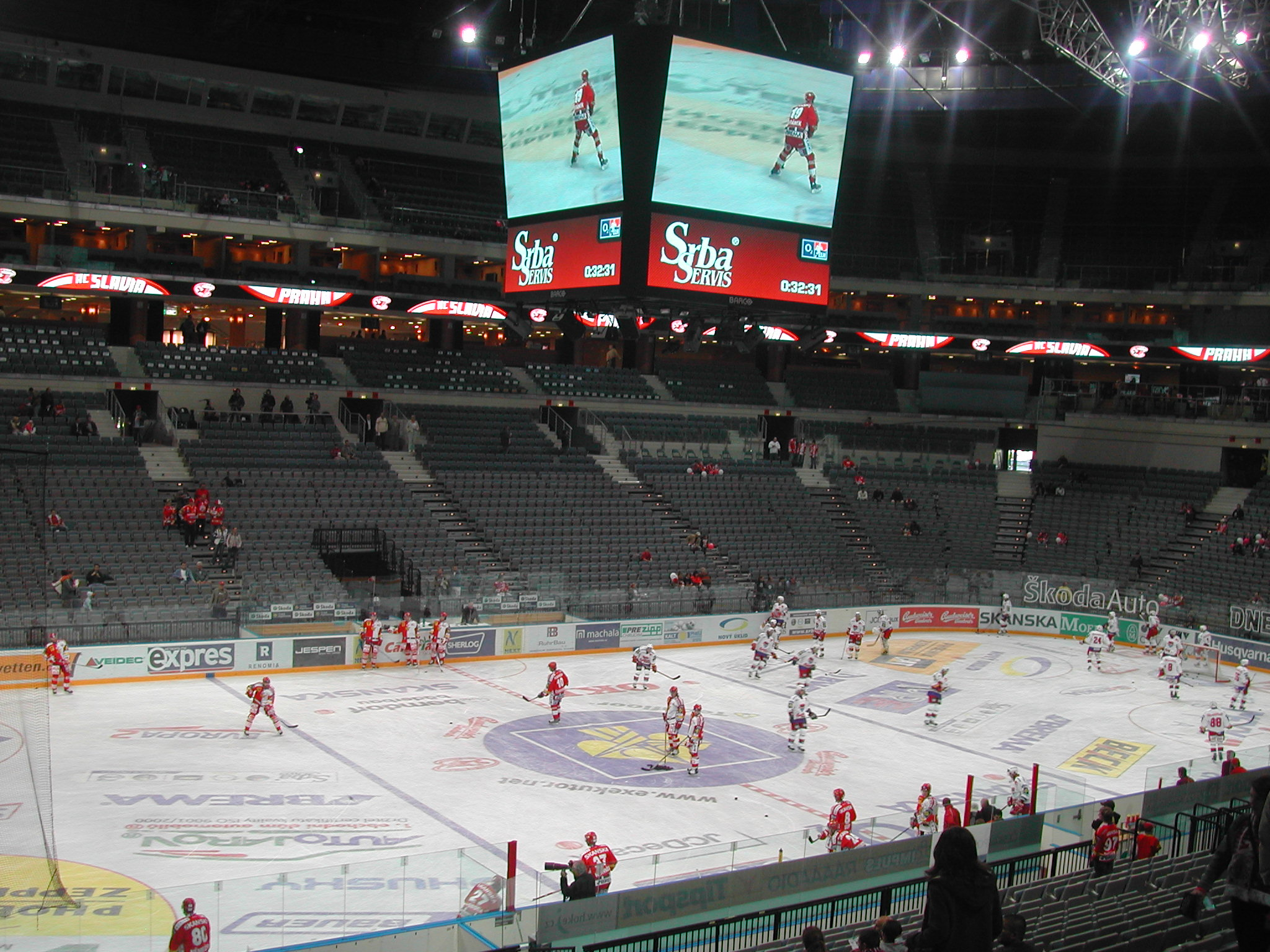
Échauffement des équipes lors du premier match de l'Extraliga tchèque.

- 12 septembre : premier match de la saison de l'Extraliga entre le HC Slavia Prague et HC České Budějovice. Devant un peu plus de 6 000 spectateurs de la Sazka Arena, le Slavia remporte le match sur le score de 4 buts à 3 à l'issue des tirs de fusillade.

### Slovaquie
- 4 avril : le HC Slovan Bratislava remporte son sixième titre de champion de Slovaquie.

## International

### Championnats du monde
- 21 avril : la France remporte le tournoi  du championnat du monde de Division I Groupe A en Chine, après sa victoire contre le Kazakhstan. La France retrouvera donc l'élite mondiale la saison prochaine.
- 13 mai : le Canada devient champion du monde en Russie, après sa victoire sur la Finlande sur le score de 4 à 2. La Russie prend la 3e place en battant la Suède 3 à 1 au cours du match pour la troisième place.

### Coupe des nations
- Du 8 au 11 novembre, la Coupe des nations se déroule à Hanovre en Allemagne. Les Suisse l'emportent sur les États-Unis en finale sur le score de 3-2 après prolongation.

### Championnat du monde féminin
- 10 avril : les Canadiennes remportent une nouvelle médaille d'or en battant les États-Unis en finale du championnat du monde de hockey sur glace féminin. La Suède obtient la médaille de bronze.

### Championnats du monde juniors
- 5 janvier : Le  Canada remporte les championnats du monde juniors en s'imposant en finale face à la Russie, 4-2. Les États-Unis enlèvent le bronze.

### Coupe des quatre nations
- Du 7 au 11 novembre, Coupe des quatre nations entre le Canada, la Finlande, les États-Unis et la Suède dans la patinoire Ejendals Arena de Leksand en Suède. Le Canada remporte sa dixième victoire en battant les États-Unis 2 à 0.

## Autres évènements

### Fin de carrière
- Jamie Allison.
- 17 juillet : Matthew Barnaby.

### Décès
- 3 janvier : Earl Reibel, joueur canadien.
- 26 janvier : Gump Worsley, joueur canadien.
- 16 avril : Gaétan Duchesne, joueur canadien [1].
- 29 mai : Dave Balon, joueur canadien vainqueur de deux Coupe Stanley dans les années 1960 avec les Canadiens de Montréal [2].
- 3 juillet : Hanggi Boller, joueur suisse.
- 11 juillet : Jimmy Skinner, ancien entraîneur des Red Wings de Détroit de la Ligue nationale de hockey meurt à l'âge de 90 ans [3].
- 14 juillet : John Ferguson, joueur et entraîneur canadien.
- 18 juillet : Gary Lupul, joueur canadien [4].
- 9 août : Rudolf Thanner, joueur allemand qui remporte la médaille d'or aux  Jeux olympiques d'hiver de 1976 à Innsbruck en Autriche [5].
- 15 août : Sam Pollock, Directeur général des Canadiens de Montréal lors de neuf de leurs conquêtes de la Coupe Stanley.
- 2 septembre : Max McNab, joueur canadien des Red Wings de Détroit puis entraîneur et dirigeant de la LNH.
- 6 septembre : Martin Čech, joueur tchèque s'alignant avec le HC Moeller Pardubice. Il meurt au volant de sa voiture après un entraînement avec l'équipe [6].
- 27 septembre : Darcy Robinson, joueur canadien évoluant avec l'équipe d'Asiago. Il meurt après s'être écroulé sur la glace lors du premier match de la saison [7].
- 21 novembre : Tom Johnson, vainqueur de six coupe Stanley ainsi que du trophée James-Norris en 1959.
- 29 novembre : Ed Bartoli, joueur puis entraîneur ayant évolué dans la Ligue internationale de hockey de 1958 à 1978.